# Francolí de Hildebrandt
El francolí de Hildebrandt (Pternistis hildebrandti) és una espècie d'ocell de la família dels fasiànids (Phasianidae) que habita praderies, sabanes, boscos i vegetació de ribera de l'Àfrica oriental, des d'Uganda i Kenya cap al sud, fins a Zàmbia, Malawi i nord de Moçambic.